# Jørgen Rasmussen (fodboldspiller, født 1937)
 For alternative betydninger, se Jørgen Rasmussen. (Se også artikler, som begynder med Jørgen Rasmussen)
Jørgen Rasmussen (født 19. februar 1937) er en dansk fodboldspiller.
Han spillede i Boldklubben 1913. Han spillede en kamp for Danmarks fodboldlandshold og var en del af truppen til EM i fodbold 1964.